# Železničná spoločnosť
Železničná spoločnosť, a.s. (deutsch wörtlich  Eisenbahngesellschaft, AG), Kurzbezeichnung: ZSSK, war ein staatliches Eisenbahnunternehmen in der Slowakei. Das Unternehmen wurde im Jahre 2002 als Ausgliederung der Železnice Slovenskej republiky (ŽSR) für den Bereich Personen- und Güterverkehr gegründet. Im Jahre 2005 wurde das Unternehmen in den Personen- und Güterbereich geteilt und es entstanden so die Unternehmen Železničná spoločnosť Slovensko, a.s. und Železničná spoločnosť Cargo Slovakia, a.s.